# Azovská plošina
Azovská plošina (ukrajinsky Приазовська височина) je mírná vyvýšenina na jihovýchodě Ukrajiny, severně od Azovského moře.
Nejvyšším bodem je Mogila-Belmak dosahující 324 m n. m. Plošina mírně klesá na jih, směrem k Azovskému moři. Její základ tvoří krystalické horniny pokryté spraší. Na Azovské plošině pramení řeky Moločna, Berda a Obitočnaja, které ústí do Azovského moře.
Převládají zde jižní černozemě, většinou rozorané. Na svazích se zachovaly plochy s kostřavou a travní stepní vegetací.
Oblast je hustě osídlena, nachází se zde stovky osad včetně měst Moločansk, Tokmak, Polohy, Huljajpole a Volnovacha.